# Photoshop Mobile
Photoshop移動版（Photoshop Mobile）是Adobe公司正在展開的一項移動服務，不過它並未提供圖片編輯功能。它暫時只提供英文版本。
Photoshop Mobile提供了一種圖片存儲和瀏覽的服務，令手機可以直接與 Photoshop.com （页面存档备份，存于）緊密連結，無縫地隨身使用網上圖片分享及展示服務，同時用家可即時將手機所拍攝的相片上載更新相片集。另外，它可以為每個Photoshop註冊的用戶提供2GB的在線存儲空間，而高級的會員（需收費）更可以得到20GB的存儲空間。

## 支援的手機
暫時只限於使用Windows Mobile的智能手機被支援，包括摩托羅拉Music 9M，摩托羅拉9H，Palm 750w，Plam 700w，三星Blackjack1 和三星Blackjack2等。隨著時間的推移，將會逐漸支持更多的手機。

### 將會被支援的手機
根據官網的消息，以下手機將會被支援，包括蘋果公司的iPhone，黑莓的珍珠，摩托羅拉的RAZR2，諾基亞 5310 及 諾基亞的6310等。

## 外部連結
- 註冊網站（官網）（页面存档备份，存于）
- 試用版及簡介（英文）